# André Marie Constant Duméril
André Marie Constant Duméril (1. januar 1774 i Amiens – 14. august 1860 i Paris) var en fransk zoolog. 
Han efterfulgte Lacépède som professor i herpetologi og iktyologi ved Muséum National d'Histoire Naturelle i 1803. Forgængeren ville bruge sine evner indenfor politikken, men Duméril overtog officielt ikke professorstolen før Lacépèdes død i 1825. Sønnen Auguste Duméril var også zoolog.